# Hans de sukkel
Hans de sukkel (Deens: Klods-Hans) is een sprookje van Hans Christiaan Andersen het werd voor eerst uitgegeven in 1855.

## Het sprookje
Het sprookje gaat over drie broers die naar de hand van een prinses dingen. De prinses had beloofd om te trouwen met de man die het beste uit zijn woorden kwam. Twee van de broers zijn goed opgeleid, de derde, de hoofdpersoon Hans, is onbeholpen. Door zijn spontane, brutale optreden weet Hans het hart van de prinses te winnen.

## Trivia
- De Deen Knudåge Riisager maakte op 17 juli 1929 een compositie over Klods Hans.